# 格里利島
格里利島是俄羅斯的島嶼，屬於法蘭士約瑟夫地群島的一部分，位於齊格勒島以東，由阿爾漢格爾斯克州負責管轄，該島面積127平方公里，最高點海拔高度447米。